# Louis Malleret
Louis Malleret (1901-1970) là nhà khảo cổ học người Pháp, thuộc trường Viễn Đông Bác Cổ–École Française d'Extrême-Orient (EFEO), người đã tiến hành các cuộc khai quật ở Đông Nam Á vào những năm 1940, chủ yếu tại khu vực thuộc vương quốc Phù Nam và Óc Eo ở đồng bằng sông Cửu Long. Các cuộc khai quật của ông tại Óc Eo bị ngưng lại do Chiến tranh thế giới lần thứ hai khi quân Nhật đổ bộ vào Việt Nam vào tháng 3 năm 1945.

## Các ấn phẩm
- L'exotisme indochinois dans la littérature française depuis 1860, Paris, Larose, 1934;
- Les anciennes fortifications et citadelles de Saigon, BSEI 4, tr. 5-108, 1935;
- Charles Lemire ou la foi coloniale, BSEI 4, tr. 5-98, 1936;
- Musée Blanchard de la Brosse - Saïgon - Catalogue général des collections Tome I. Arts de la famille indienne, 1937, 249 tr.; Tome II. Arts de la famille chinoise, 1938, 371 tr. Hà Nội, Imprimerie d'Extrême-Orient.
- Une tentative ignorée d'établissement français en Indochine au Bản mẫu:S-: les vues de l'amiral Destaing, BSEI 1, tr. 31-100, 1941;
- Pour comprendre la sculpture bouddhique et brahmanique en Indochine, Sài Gòn, Portail, 1942;
- (sous le pseudonyme d'André Gaudel), L'Indochine française en face du Japon, Paris, 1947;
- L'archéologie du delta du Mékong, Paris, EFEO (PEFEO, 43), 4 vol. (1959, 1960, 1962, 1963);
- Contribution à l'étude du thème des neuf divinités dans la sculpture du Cambodge et Champa, Arts asiatiques, 1964;
- Un manuscrit inédit de Pierre Poivre: les Mémoires d'un voyageur, texte reconstitué et annoté, Paris, EFEO, 1968.
- Pierre Poivre, Paris, EFEO, 1974.